# Mechmech (Jbeil)
Mechmech è un centro abitato e comune (municipalité) del Libano situato nel distretto di Jbeil, governatorato del Monte Libano.